# طلاغة السفلي (سر أسياب يوسفي)
طلاغة السفلی (بالفارسية: طلاگه سفلی) هي قرية تقع في إيران في قسم سر أسياب يوسفي الريفي. يقدر عدد سكانها بـ 160 نسمة .